# Mount Todd
Mount Todd ist ein 3600 m hoher Berg im westantarktischen Ellsworthland. Er ragt an der Ostseite des Embree-Gletschers in einer Entfernung von 3 km nordnordöstlich des Mount Press in der Sentinel Range des Ellsworthgebirges auf.
Der United States Geological Survey kartierte ihn anhand eigener Vermessungen und mithilfe von Luftaufnahmen der United States Navy zwischen 1957 und 1960. Das Advisory Committee on Antarctic Names benannte ihn im Jahr 1984 nach dem US-amerikanischen Physiker Edward P. Todd, Leiter des Polarprogramms der National Science Foundation von 1977 bis 1984 und als solcher verantwortlich für die Entwicklung des United States Antarctic Research Program.